# Paloh Punti
Paloh Punti is een bestuurslaag in het regentschap Lhokseumawe van de provincie Atjeh, Indonesië. Paloh Punti telt 1713 inwoners (volkstelling 2010).